# Taruzio
Nella mitologia romana, Taruzio (latino Tarutius o Tarrutius) era il nome di un personaggio etrusco, anziano e ricco mercante, che divenne marito di Acca Larenzia. 
Quando egli morì, sua moglie fece dono di tutti i suoi beni al popolo di Roma.